# Charley Harper
Pour les articles homonymes, voir Harper.
Charley Harper (4 aout 1922 - 10 juin 2007) est un artiste-illustrateur américain du mouvement moderniste.